# Gurkentruppe
Gurkentruppe ist der Name einer vierköpfigen deutschen Spaßband, die sich ab 2006 insbesondere im Raum Köln mit Fußballliedern einen Namen machte. Bundesweit bekannt wurde das Quartett mit dem Hit Wer hat am letzten Spieltag nichts zu feiern?, einem Schmähsong auf den deutschen Fußball-Bundesligisten FC Bayern München.

## Hintergrund
Produzenten hinter der Band sind Michael Rötgens und Hartmut Wessling, die zuvor schon mit Tim Toupet einen Charterfolg verbuchen konnten. Mit der Gurkentruppe verfolgen sie das Muster, bekannte fremdsprachige Hits mit deutschsprachigen, auf Fußball bezogenen Texten neu einzuspielen, die dann in den Stadien der Bundesliga zum Einsatz kommen. So entstanden Coverversionen von Bob Marley (I Shot the Schirie), AC/DC (Angst vor’m Ball) und Robbie Williams (Mehr als nur ein Spiel).
Ihren größten Erfolg landeten die vier Musiker im Frühsommer 2007 mit der Unterstützung des 11-jährigen Jan-Niklas Teutenberg aus Meschede. Am Rande eines Bundesliga-Spiels hatte der junge Fan des FC Schalke 04 in einer Fanbox ein Video aufgenommen, in dem er sich zur Melodie von Simon & Garfunkels El Condor Pasa (If I Could) über den sportlich nicht befriedigenden Saisonverlauf des amtierenden Deutschen Meisters FC Bayern München lustig machte. Sein Clip Wer hat am letzten Spieltag nichts zu feiern? – FC Bayern FC Bayern – nichts zu feiern! wurde zunächst auf dem Videowürfel im Innenraum der Veltins-Arena gezeigt und begann danach, sich über die Internet-Plattform YouTube zu verbreiten. Das weckte die Aufmerksamkeit der Medien und Teutenberg wurde sogar in das aktuelle sportstudio des ZDF eingeladen.
Die Gurkentruppe engagierte Teutenberg für eine gemeinsame Aufnahme und der Song wurde von dem Plattenlabel Universal Music unter Vertrag genommen. Im Mai 2007 gelang damit der Einstieg in die deutschen Singlecharts.
Während der Europameisterschaft 2008 landete die Band mit einer fußballbezogenen Adaption des Titels Ein Stern, im Original von Nik P., einen weiteren Hit.